# Échappée Belle (ultra-trail)
Pour les articles homonymes, voir L'Échappée belle.
L'Échappée Belle ou Échappée Belledonne est un événement sportif composé de trois courses dont un ultra-trail qui traverse la chaîne de Belledonne par les crêtes. La première a eu lieu en 2013 avec une traversée intégrale longue de 149 km pour 11 400 m de dénivelé positif entre Vizille en Isère et Aiguebelle en Savoie. Par la suite deux nouveaux formats ont été créés, la traversée nord longue de 87 km pour 6 140 m de dénivelé positif et le parcours des crêtes long de 62 km pour 4 700 m de dénivelé. Cette course emprunte des sentiers considérés comme plus difficiles et techniques que la plupart des autres ultra-trails des Alpes avec en particulier la traversée de nombreuses zones de pierriers.

## Histoire
En 2023, en raison de violents orages annoncés, le parcours de l'intégrale est raccourci à 65 km pour se terminer au Pleynet. La traversée nord et le parcours des crêtes sont annulés.

## Parcours

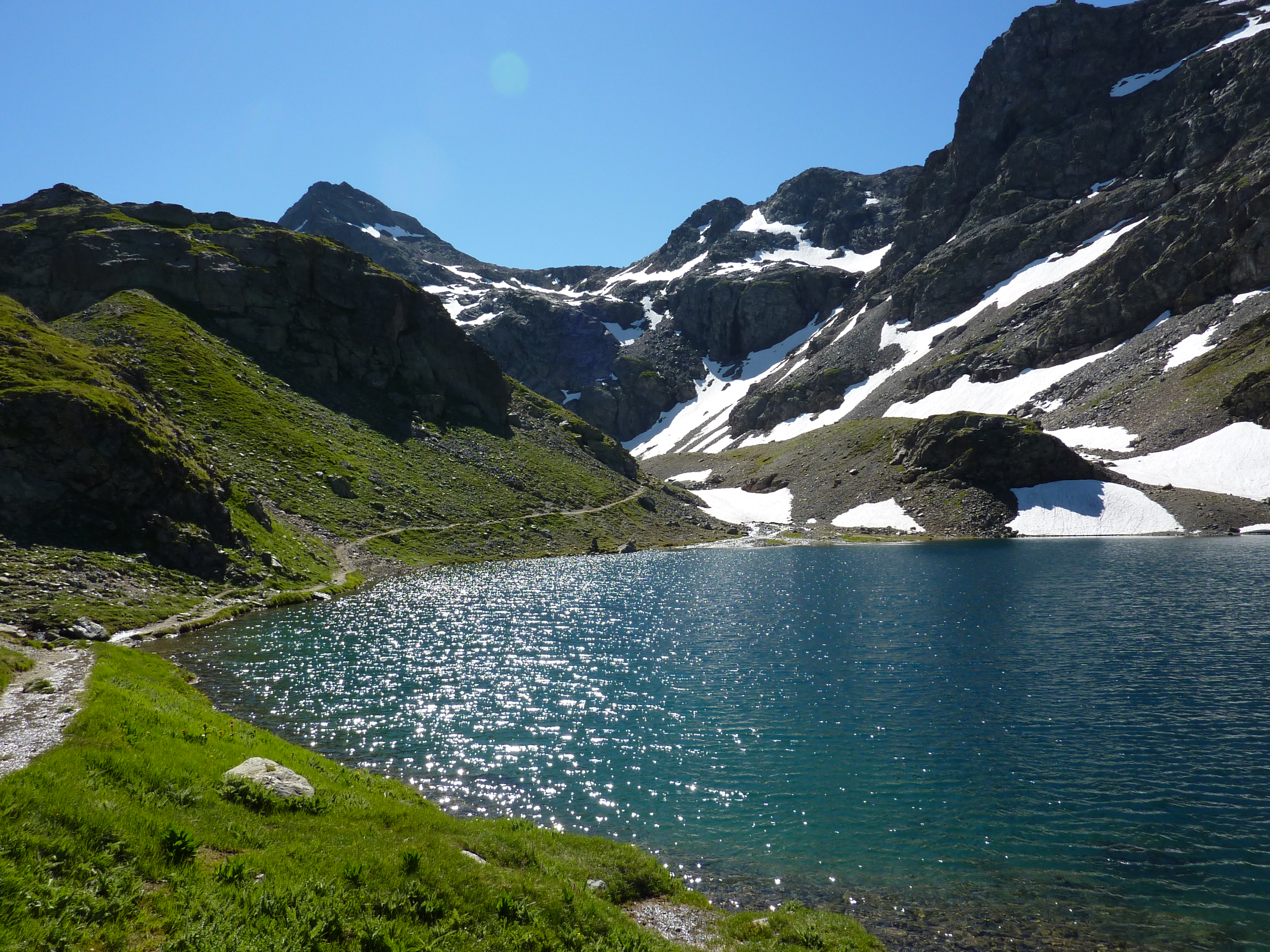
Le lac du Petit Domènon après 29 km de course sur l'intégrale.

Le départ de l'intégrale est donné à Vizille, après 1,5 km plats sur route les coureurs atteignent un premier sentier et entrent dans la chaîne de Belledonne. Le parcours passe à proximité du col Luitel puis rejoint le plateau de l'Arselle à Chamrousse où se situe le premier point de ravitaillement après 16 km et une montée de 1 500 m de dénivelé positif. Les concurrents contournent ensuite la Croix de Chamrousse par l'est puis redescendent vers les lacs Robert avant de rejoindre le refuge de la Pra, lieu du deuxième point de ravitaillement. Le parcours se dirige ensuite vers la Croix de Belledonne, point culminant de la course à 2 926 m. Ensuite les coureurs rejoignent le refuge Jean Collet puis atteignent le habert d'Aiguebelle après 47 km. Après avoir franchi le col de l'Aigleton puis le col de la Vache le parcours rejoint le Pleynet où se situe la base vie au kilomètre 63. Les coureurs doivent ensuite franchir le col du Morétan puis atteignent les hauteurs de la station du Collet d'Allevard après environ 100 km. La course atteint alors un nouveau secteur en altitude jusqu'au col de la Perche puis entame une longue descente sur les crêtes du nord du massif ponctuée d'une ultime montée au fort de Montgilbert. La ligne d'arrivée est tracée au centre d'Aiguebelle après 149 km et 11 400 m de dénivelé positif.

## Formats de course
- L’Échappée Belle intégrale : 149 km et 11 400 m de dénivelé positif
- La traversée nord : 87 km et 6 140 m de dénivelé positif
- Le parcours des crêtes : 62 km et 4 700 m de dénivelé positif

## Résultats

### Intégrale
| Édition | Date         | Hommes | Hommes                              | Hommes           | Femmes | Femmes                          | Femmes           |
| ------- | ------------ | ------ | ----------------------------------- | ---------------- | ------ | ------------------------------- | ---------------- |
|         |              | Rang   | Athlète                             | Temps            | Rang   | Athlète                         | Temps            |
| 1re     | 30 août 2013 | 1er    | Oscar Perez                         | 28 h 04 min 22 s | 10e    | Sandrine Béranger               | 34 h 23 min 26 s |
| 2e      | 29 août 2014 | 1er    | Sangé Sherpa                        | 27 h 52 min 58 s | 21e    | Florence Golay-Geymond          | 35 h 06 min 19 s |
| 3e      | 28 août 2015 | 1er    | Benjamin David                      | 27 h 47 min 03 s | 3e     | Émilie Lecomte                  | 30 h 09 min 22 s |
| 4e      | 26 août 2016 | 1er    | Sébastien Gérard                    | 27 h 26 min 23 s | 18e    | Patrizia Penza                  | 37 h 33 min 57 s |
| 5e      | 25 août 2017 | 1er    | Sylvain Court                       | 27 h 54 min 39 s | 34e    | Alexandra Rousset               | 37 h 33 min 23 s |
| 6e      | 31 août 2018 | 1er    | Christophe Anselmo                  | 24 h 13 min 30 s | 11e    | Sandrine Béranger — 2e victoire | 28 h 19 min 44 s |
| 7e      | 24 août 2019 | 1er    | François D'Haene                    | 23 h 55 min 11 s | 13e    | Mélanie Rousset                 | 33 h 16 min 38 s |
| 8e      | 21 août 2020 | 1er    | Cédric Chavet                       | 27 h 23 min 39 s | 26e    | Juliette Blanchet               | 35 h 05 min 01 s |
| 9e      | 20 août 2021 | 1er    | Thibault Marquet                    | 25 h 12 min 03 s | 16e    | Silvia Ainhoa Trigueros Garrote | 32 h 33 min 07 s |
| 10e     | 19 août 2022 | 1er    | Jean-Marie Thévenard                | 23 h 51 min 36 s | 6e     | Sarah Vieuille                  | 27 h 26 min 37 s |
| 11e     | 25 août 2023 | 1er    | Benoît Chauvet Jonatan Tejada Ocejo | 10 h 05 min 01 s | 41e    | Fanny Tournay                   | 12 h 41 min 39 s |
| 12e     | 23 août 2024 | 1er    | Jean Blancheteau                    | 27 h 08 min 19 s | 22e    | Géraldine Prost                 | 35 h 13 min 18 s |

### Traversée nord
| Édition | Date               | Hommes                              | Hommes                              | Hommes                              | Femmes                              | Femmes                              | Femmes                              |
| ------- | ------------------ | ----------------------------------- | ----------------------------------- | ----------------------------------- | ----------------------------------- | ----------------------------------- | ----------------------------------- |
|         |                    | Rang                                | Athlète                             | Temps                               | Rang                                | Athlète                             | Temps                               |
| 1re     | 29 août 2014       | 1er                                 | Joris Botton                        | 18 h 49 min 54 s                    | 11e                                 | Cinzia Bertasa                      | 15 h 20 min 58 s                    |
| 2e      | 28 août 2015       | 1er                                 | Florentin Le Provost                | 14 h 08 min 41 s                    | 12e                                 | Anaëlle Anselme                     | 17 h 05 min 05 s                    |
| 3e      | 27 août 2016       | 1er                                 | Antoine Guillon                     | 12 h 47 min 04 s                    | 13e                                 | Isabelle Chenal                     | 16 h 39 min 27 s                    |
| 4e      | 26 août 2017       | 1er                                 | Yann Guillerm                       | 13 h 46 min 39 s                    | 6e                                  | Audrey Tanguy                       | 15 h 44 min 54 s                    |
| 5e      | 1er septembre 2018 | 1er                                 | Arnaud Chartrain                    | 10 h 50 min 28 s                    | 17e                                 | Géraldine Prost                     | 12 h 55 min 41 s                    |
| 6e      | 24 août 2019       | 1er                                 | Guillaume Porche                    | 12 h 47 min 10 s                    | 25e                                 | Flavie Bruyneel                     | 17 h 02 min 00 s                    |
| 7e      | 22 août 2020       | 1er                                 | Edouard Laudier                     | 13 h 16 min 09 s                    | 21e                                 | Hillary Allen                       | 15 h 39 min 09 s                    |
| 8e      | 21 août 2021       | 1er                                 | Nicolas Gourdon                     | 12 h 03 min 33 s                    | 35e                                 | Charlotte Taquet                    | 17 h 11 min 40 s                    |
| 9e      | 20 août 2022       | 1er                                 | Jérôme Vanderschaeghe               | 12 h 36 min 30 s                    | 17e                                 | Manon Benoît                        | 14 h 54 min 42 s                    |
| 10e     | 26 août 2023       | Course annulée en raison des orages | Course annulée en raison des orages | Course annulée en raison des orages | Course annulée en raison des orages | Course annulée en raison des orages | Course annulée en raison des orages |
| 11e     | 24 août 2024       | 1er                                 | Stéphane Évêque Mourroux            | 14 h 34 min 58 s                    | 15e                                 | Agathe Bes                          | 17 h 13 min 35 s                    |

### Parcours des crêtes
| Édition | Date               | Hommes                              | Hommes                              | Hommes                              | Femmes                              | Femmes                              | Femmes                              |
| ------- | ------------------ | ----------------------------------- | ----------------------------------- | ----------------------------------- | ----------------------------------- | ----------------------------------- | ----------------------------------- |
|         |                    | Rang                                | Athlète                             | Temps                               | Rang                                | Athlète                             | Temps                               |
| 1re     | 28 août 2015       | 1er                                 | Ugo Ferrari                         | 6 h 08 min 43 s                     | 51e                                 | Delphine Simon                      | 10 h 00 min 43 s                    |
| 2e      | 27 août 2016       | 1er                                 | Antoine Jannin                      | 6 h 17 min 00 s                     | 11e                                 | Céline Gros                         | 7 h 35 min 41 s                     |
| 3e      | 26 août 2017       | 1er                                 | Nicolas Hairon Kevin Vermeulen      | 5 h 43 min 20 s                     | 25e                                 | Line Moncelon                       | 8 h 06 min 16 s                     |
| 4e      | 1er septembre 2018 | 1er                                 | Sebastien Gaumer                    | 6 h 44 min 36 s                     | 18e                                 | Gaëlle Decorse                      | 8 h 48 min 26 s                     |
| 5e      | 24 août 2019       | 1er                                 | Edouard Laudier                     | 7 h 23 min 39 s                     | 20e                                 | Nadège Serasset Capri               | 9 h 31 min 44 s                     |
| 6e      | 22 août 2020       | 1er                                 | Benjamin Roubiol                    | 6 h 49 min 51 s                     | 7e                                  | Julie Roux                          | 8 h 09 min 34 s                     |
| 7e      | 21 août 2021       | 1er                                 | Robin Guillermou                    | 8 h 58 min 30 s                     | 9e                                  | Esther Eustache                     | 10 h 17 min 12 s                    |
| 8e      | 20 août 2022       | 1er                                 | Florent Vorger                      | 8 h 40 min 33 s                     | 31e                                 | Anne-Laure Roux                     | 11 h 02 min 52 s                    |
| 9e      | 26 août 2023       | Course annulée en raison des orages | Course annulée en raison des orages | Course annulée en raison des orages | Course annulée en raison des orages | Course annulée en raison des orages | Course annulée en raison des orages |
| 10e     | 24 août 2024       | 1er                                 | Joel Minguet Lopez                  | 8 h 46 min 16 s                     | 25e                                 | Camille Guy                         | 11 h 21 min 13 s                    |

## Records
Le record de l'intégrale est détenu depuis 2019 par François D'Haene en 23 h 55 min 11 s. Le meilleur temps féminin est celui d'Émilie Lecomte en 30 h 9 min 22 s établi en 2015, lors de cette édition elle avait terminé à la 3e place du classement scratch.